# Leeds United Association Football Club 1994-1995
Questa voce raccoglie le informazioni riguardanti il Leeds United Association Football Club nelle competizioni ufficiali della stagione 1994-1995

## Stagione
Rafforzato dall'acquisto di Tony Yeboah, il Leeds confermò l'andamento in campionato della stagione precedente, ottenendo tuttavia la qualificazione in Coppa UEFA. In FA Cup la squadra proseguì fino agli ottavi di finale, dove fu eliminato a causa di una sconfitta per 3-1 contro il Manchester United.

## Maglie e sponsor
Sponsor tecnico (Asics) e ufficiale (Thistle Hotels), nonché il motivo della maglia, vengono confermati.
| 1a divisa |

## Rosa
| N. |                        | Ruolo | Calciatore       |
| -- | ---------------------- | ----- | ---------------- |
| 1  | Inghilterra (bandiera) | P     | John Lukic       |
| 2  | Irlanda (bandiera)     | D     | Gary Kelly       |
| 3  | Inghilterra (bandiera) | D     | Tony Dorigo      |
| 4  | Inghilterra (bandiera) | C     | Carlton Palmer   |
| 5  | Inghilterra (bandiera) | D     | Chris Fairclough |
| 6  | Inghilterra (bandiera) | D     | David Wetherall  |
| 7  | Scozia (bandiera)      | C     | Gordon Strachan  |
| 8  | Inghilterra (bandiera) | A     | Rod Wallace      |
| 9  | Inghilterra (bandiera) | A     | Brian Deane      |
| 10 | Scozia (bandiera)      | C     | Gary McAllister  |
| 11 | Galles (bandiera)      | C     | Gary Speed       |
| 12 | Inghilterra (bandiera) | D     | John Pemberton   |
| 13 | Inghilterra (bandiera) | P     | Mark Beeney      |
| 14 | Inghilterra (bandiera) | C     | David White      |

| N. |                             | Ruolo | Calciatore        |
| -- | --------------------------- | ----- | ----------------- |
| 15 | Irlanda del Nord (bandiera) | D     | Nigel Worthington |
| 16 | Irlanda (bandiera)          | D     | David O'Leary     |
| 17 | Inghilterra (bandiera)      | C     | Mark Tinkler      |
| 18 | Inghilterra (bandiera)      | A     | Jamie Forrester   |
| 19 | Inghilterra (bandiera)      | A     | Noel Whelan       |
| 20 | Canada (bandiera)           | D     | Kevin Sharp       |
| 21 | Ghana (bandiera)            | A     | Tony Yeboah       |
| 22 | Inghilterra (bandiera)      | C     | Mark Ford         |
| 23 | Inghilterra (bandiera)      | C     | Andy Couzens      |
| 24 | Inghilterra (bandiera)      | D     | Rob Bowman        |
| 25 | Inghilterra (bandiera)      | A     | Matthew Smithard  |
| 26 | Sudafrica (bandiera)        | A     | Phil Masinga      |
| 27 | Sudafrica (bandiera)        | D     | Lucas Radebe      |
| 30 | Inghilterra (bandiera)      | P     | Paul Pettinger    |

## Statistiche

### Statistiche di squadra
| Competizione   | Punti | Totale | Totale | Totale | Totale | Totale | Totale | DR  |
| Competizione   | Punti | G      | V      | N      | P      | Gf     | Gs     | DR  |
| -------------- | ----- | ------ | ------ | ------ | ------ | ------ | ------ | --- |
| First Division | 73    | 42     | 20     | 13     | 9      | 59     | 38     | +21 |
| FA Cup         | -     | 5      | 2      | 1      | 1      | 10     | 8      | +2  |
| Totale         | -     | 47     | 22     | 14     | 10     | 69     | 46     | +23 |